# Cratacanthus dubius
Cratacanthus dubius är en skalbaggsart som beskrevs av Ambroise Marie François Joseph Palisot de Beauvois. Cratacanthus dubius ingår i släktet Cratacanthus och familjen jordlöpare. Inga underarter finns listade i Catalogue of Life.